# Ebbe Samuel Bring

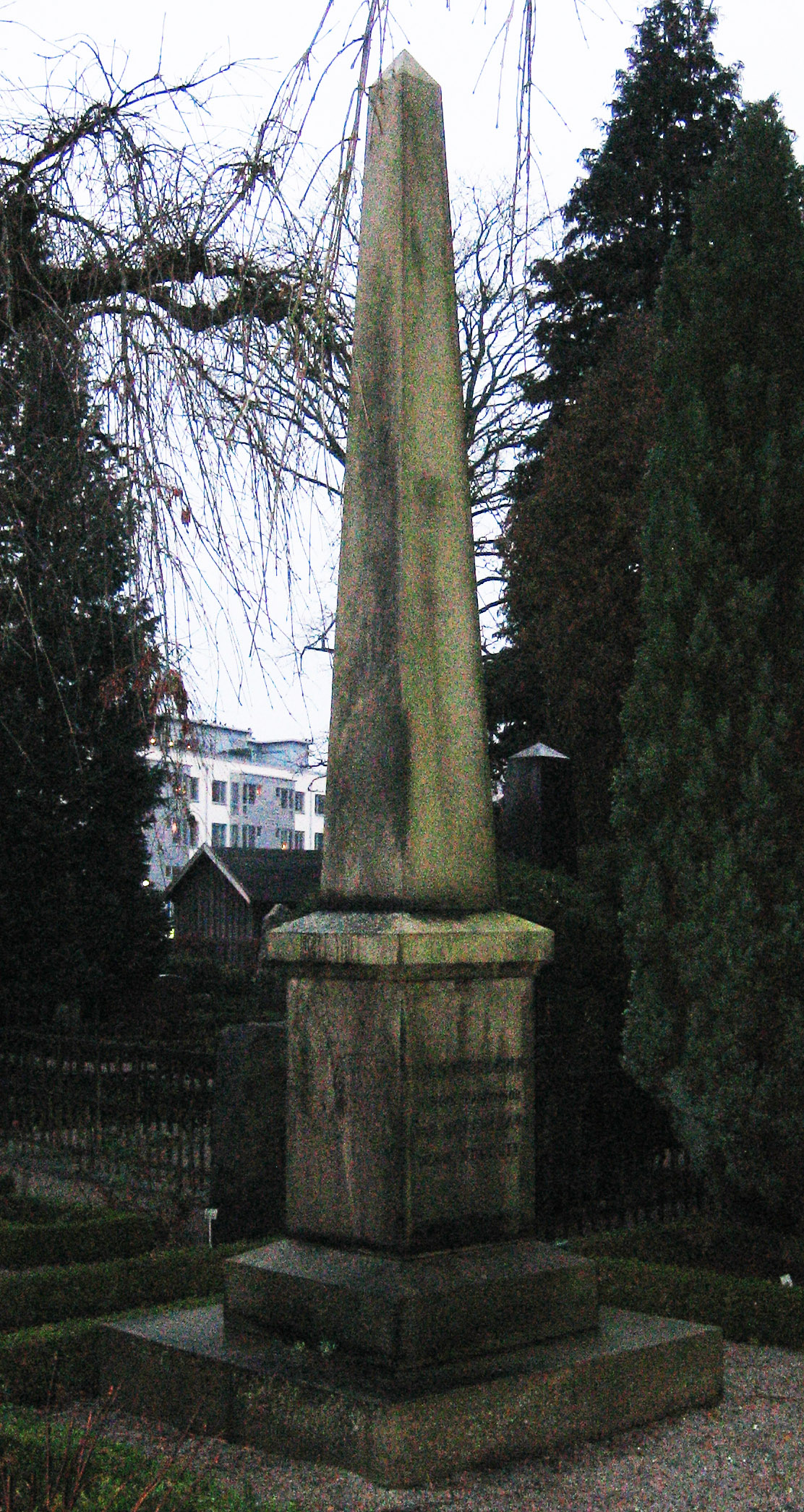
Ebbe Samuel Brings grav på Klosterkyrkogården i Lund.

Ebbe Samuel Bring, född den 24 juli 1785 i Össjö socken i Skåne, död den 20 februari 1855 i Lunds stadsförsamling, var en svensk rättslärd, filosof, historiker och universitetslärare. Han var brorson till Erland Samuel Bring.
Bring blev student vid Lunds universitet 1798, filosofie magister 1808 och docent i lärdomshistoria 1809. Efter att en tid ha studerat medicin övergick han till juridiken, avlade 1815 juris kandidatexamen, blev 1819 adjunkt i kriminallagfarenhet och 1821 Matthæus Fremlings efterträdare som professor i teoretisk filosofi. År 1828 utnämndes han till professor i historia, ett ämbete han innehade till sin död. År 1841 erhöll han prästerlig ordination, var därefter även kyrkoherde i Bjärshögs och Oxie prebendepastoratfrån  1842 och prost från 1843.  Bring bedrev forskning vid alla universitetets fakulteter, och kan räknas till en av de sista svenskar som kan kallas polyhistor.
Hans tryckta skrifter utgörs huvudsakligen av ett mycket stort antal akademiska disputationer samt åtskilliga politiska broschyrer. Han skrev även en rad arbeten om arkeologi och medeltidshistoria. Som filosof var han ivrig hegelian. Bland hans särskilt utgivna arbeten kan nämnas Grunderna till svenska civillagfarenheten, uti systematisk ordning (1819).
Bring ligger begravd på Klosterkyrkogården i Lund. Gravvården är rest av Göteborgs nation i Lund, för vilken Bring var inspektor. Brings dotter Ebba gifte sig med en av hans efterföljare som professor i historia, Niklas Tengberg.